# Rafidi

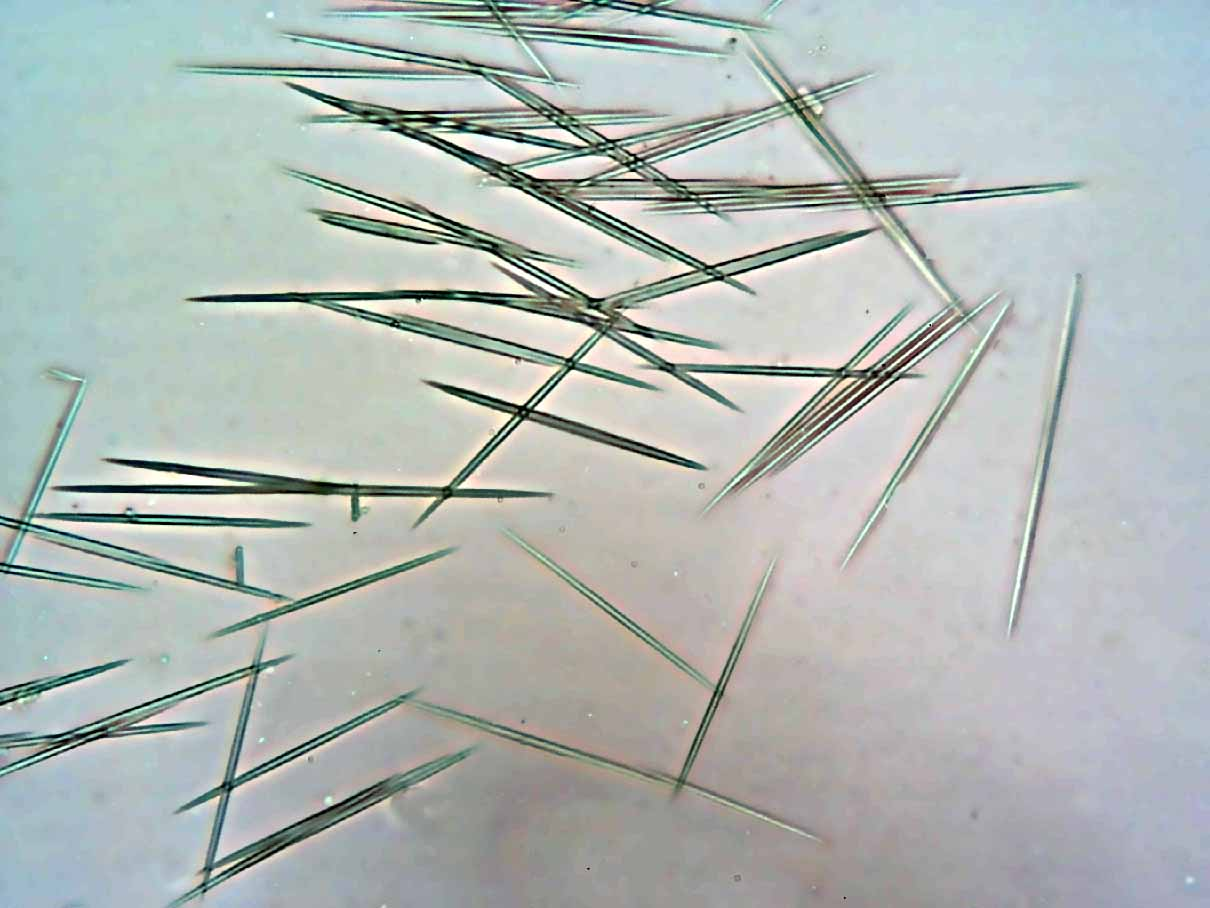
Immagine al microscopio di rafidi di Hedera helix

Con il termine di rafidi si identificano i cristalli di carbonato od ossalato di calcio presenti nei vacuoli delle piante quando appaiono sotto forma di aghi.
Tali aghi sono un meccanismo di difesa contro gli animali erbivori, poiché riescono a lacerare la mucosa della bocca e del tratto esofageo del loro apparato digerente; l'efficacia del meccanismo è coadiuvata da sostanze irritanti contenute nelle foglie che vanno a depositarsi nelle microlesioni causando piccoli edemi.
Tra le piante che utilizzano questo sistema di difesa vi è la Dieffenbachia seguine e diverse specie della tribù Psychotrieae (Rubiaceae).